# K 1-2
K1-2 är en planetarisk nebulosa i stjärnbilden Kompassen. Den upptäcktes av den tjeckiske astronomen Luboš Kohoutek 1961. Nebulosans centrala stjärna – VW Pyxidis – är en prekataklysmisk variabel som består av en het degenererad stjärna och en svalare följeslagare i en snäv omloppsbana. En bäst anpassad beräkning från dess omloppsbana och spektra ger en vit dvärgliknande stjärna med cirka 50 procent av solens massa och en huvudseriestjärna som har cirka 70 procent av solens massa. Materiestrålar kommer från systemet. En studie gav en yttemperatur på 85 000 K för den hetare stjärnan.